# Берт Якобс
Берт Якобс (нід. Bert Jacobs, 2 березня 1941, Зандворт — 14 листопада 1999) — нідерландський футбольний тренер.

## Футбольна кар'єра
У дорослому футболі провів лише три гри за «Гарлем», після чого був змушений завершити виступи на полі через важку травму коліна. 
Вже у 23 роки розпочав тренерську кар'єру, очоливши молодіжну команду клубу «АДО Ден Гаг». За рік став асистентом головного тренера в ДВС, а 1967 року дебютував як головний тренер дорослої команди, очоливши нижчоліговий «Де Волевейкерс».
1969 року став головним тренером «Велокса». Наступного року ця команда об'єдналася ще з двома місцевими командами, і Якобс став головним тренером об'єднаної команди, що отримала назву «Утрехт».
Згодом протягом 1974–1980 років тренував «Роду» (Керкраде), а протягом 1980-х не лише встиг попрацювати із низкою нідерландських команд — «Віллемом II», «Спартою» (Роттердам), «Фортуною» (Сіттард) і «Вітессом», але й спробувати сили за кордоном, в гонконзькому «Сейко».
В подальшому ще одного разу працював за кордоном — в іспанському «Спортінгу» (Хіхон) протягом 1992–1993 років. Але згодом тренував лише команди з батьківщини — «Валвейк» (двічі) та «Волендам».
Помер 14 листопада 1999 року на 59-му році життя.